# 三フッ化アンチモン
三フッ化アンチモン（さんフッかアンチモン、英: Antimony trifluorideはアンチモンのフッ化物で、化学式SbF3で表される無機化合物。

## 合成
無色ないし淡い灰色の結晶で、三酸化アンチモンとフッ化水素との直接反応により生成される。
{\displaystyle {\ce {Sb2O3\ + 6HF -> SbF3\ + 3H2O}}}

## 性質
二フッ化アンチモンの陽イオンと四フッ化アンチモンの陰イオンとに解離する。
{\displaystyle {\ce {2SbF3\ \rightleftarrows \ SbF2^{+}\ +SbF4^{-}}}}
強いルイス酸と、比較的弱いルイス塩基の性質を持つ。
固体の状態では配位数は6となる。

## 用途
有機化学の試薬やフッ素化剤のほか、染色における媒染や機能性セラミックスの製造に用いられる。
1892年に、ベルギーの化学者フレデリック ジャン エドモント スワルト（Frédéric Jean Edmond Swarts）が初めてフッ素化試薬として用いたことから、「スワルト試薬」とも呼ばれている。

## 安全性
日本の毒物及び劇物取締法では劇物に該当する。発癌性及び高い腐食性があり、皮膚や目に激しい損傷を及ぼす。マウスに経口投与した場合の半数致死量(LD50)は804mg/kg。